# Euglyphella
Euglyphella is een geslacht van uitgestorven kreeftachtigen uit de klasse van de Ostracoda (mosselkreeftjes).

## Soorten
- Euglyphella abdita Peterson, 1966 †
- Euglyphella adyersa Shi & Wang, 1987 †
- Euglyphella albertensis (Loranger, 1954) Loranger, 1963 †
- Euglyphella asapha Stover, 1956 †
- Euglyphella barbata Loranger, 1963 †
- Euglyphella bellensis Kesling, 1973 †
- Euglyphella biltmorensis (Loranger, 1954) Loranger, 1963 †
- Euglyphella compressa Coryell & Malkin, 1936 †
- Euglyphella crossica Peterson, 1966 †
- Euglyphella deltella Stover, 1956 †
- Euglyphella europaea Coen, 1985 †
- Euglyphella jenningsi Coryell & Malkin, 1936 †
- Euglyphella kinsella (Loranger, 1954) Loranger, 1963 †
- Euglyphella lispa (Peterson, 1966) Al-abdul-razzaq, 1973 †
- Euglyphella modesta (Peterson, 1966) Al-abdul-razzaq, 1973 †
- Euglyphella numismoides Swartz & Oriel, 1948 †
- Euglyphella parallela Peterson, 1966 †
- Euglyphella projecta Coryell & Malkin, 1936 †
- Euglyphella pseudomorpha Loranger, 1963 †
- Euglyphella sigmoidalis (Jones, 1890) Warthin, 1934 †
- Euglyphella simplex Kesling & Weiss, 1953 †
- Euglyphella spinosa (Loranger, 1954) Loranger, 1963 †
- Euglyphella spinosa Stewart, 1950 †
- Euglyphella subquadrata Gibson, 1955 †
- Euglyphella trialis Peterson, 1966 †